# Assjön (Höreda socken, Småland)
Assjön är en sjö i Eksjö kommun i Småland och ingår i Emåns huvudavrinningsområde. Sjön är 7,5 meter djup, har en yta på 0,39 kvadratkilometer och är belägen 195 meter över havet.

## Delavrinningsområde
Assjön ingår i det delavrinningsområde (638857-145348) som SMHI kallar för Utloppet av Assjön. Avrinningsområdets medelhöjd är 219 meter över havet och ytan är 11,58 kvadratkilometer. Räknas de 39 delavrinningsområdena uppströms in blir den ackumulerade arean 483,76 kvadratkilometer. Delavrinningsområdets utflöde Emån mynnar i havet. Delavrinningsområdet består mestadels av skog (55 procent) och jordbruk (28 procent). Avrinningsområdet har 0,39 kvadratkilometer vattenytor vilket ger det en sjöprocent på 3,3 procent.